# Intracytoplasmatisch morfologisch geselecteerde sperma-injectie
Intracytoplasmatisch morfologisch geselecteerde sperma-injectie of IMSI is een nieuwe technologie die een verfijning is van de ICSI-techniek.  Bij een ICSI-procedure worden de zaadcellen door de embryoloog geselecteerd op basis van een aantal zichtbare kenmerken. Hierbij kunnen de spermacellen 200x vergroot worden. Bij IMSI echter wordt een vergroting van 6500x gebruikt, waardoor bepaalde kenmerken met betrekking tot de vorm van de zaadcel veel beter zichtbaar worden.
Hierdoor wordt de kans op zwangerschap groter, omdat de embryoloog een nauwkeuriger keuze kan maken in de selectie van zaadcellen. Ook verlaagt de toepassing van IMSI de kans op aangeboren afwijkingen, in vergelijking met de standaard-ICSI-procedure.